# Palapedia
Genre
Palapedia est un genre de crabes de la famille des Xanthidae. 

## Liste d'espèces
Selon World Register of Marine Species (27 décembre 2018) :
- Palapedia apeli Naderloo, 2015
- Palapedia bongensis (Serène, 1972)
- Palapedia hendersoni (Rathbun, 1902)
- Palapedia integra (De Haan, 1835)
- Palapedia marquesa (Serène, 1972)
- Palapedia nitida (Stimpson, 1858)
- Palapedia obliquefrons (Dai, Yang, Song & Chen, 1986)
- Palapedia pelsartensis (Serène, 1972)
- Palapedia persica Naderloo, 2015
- Palapedia quadriceps (Yokoya, 1936)
- Palapedia rastripes (Müller, 1887)
- Palapedia roycei (Serène, 1972)
- Palapedia serenei Ng, 1993
- Palapedia truncatifrons (Sakai, 1974)
- Palapedia valentini Ng, 1993
- Palapedia wilsoni (Serène, 1972)
- Palapedia yongshuensis (Dai, Cai & Yang, 1994)